# WALL-E
WALL-E (z ločilom stilizirano kot WALL·E) je ameriški računalniško animirani znanstvenofantastični romantični film iz leta 2008 v produkciji studia Pixar Animation Studios in distribuciji studia Walt Disney Pictures. Film je režiral Andrew Stanton, produciral Jim Morris, scenarij pa sta napisala Stanton in Jim Reardon. V slovenski sinhronizirani verziji glavne vloge igrajo Jernej Kuntner, Helena Petelin, Bojan Emeršič, Iztok Valič, Jan Bučar, Klemen Mauhler in Alenka Tetičkovič. Film se odvija v letu 2805 in spremlja osamljenega robota po imenu WALL-E, ki je prepuščen čiščenju smeti na opustošeni in nenaseljivi Zemlji. Obišče ga robotka EVA (v originalu EVE) z vesoljske ladje Aksiom (v originalu Axiom), v katero se zaljubi in sledi po vsej galaksiji.
Po režiranju filma Reševanje malega Nema se je Stantonu zdelo, da je Pixarju uspelo ustvariti dovolj dobre simulacije podvodne fizike in bil zato pripravljen režirati film, ki se v veliki meri odvija v vesolju. V uvodnih sekvencah filma imajo liki le minimalen dialog; mnogi izmed njih v filmu sploh nimajo glasov, temveč komunicirajo z govorico telesa in robotskimi zvoki, ki jih je zasnoval Ben Burtt. Film vključuje različne teme, vključno s potrošništvom, korporatokracijo, nostalgijo, ravnanjem z odpadki, človeškim vplivom na okolje, debelostjo/sedečim življenskim slogom ter scenarijem sodnega dne. To je tudi prvi animirani film Pixarja s segmenti, ki vključujejo igrane like. Film je uglasbil Thomas Newman. Produkcija filma je stala 180 milijonov dolarjev, kar je bila v tistem času rekordna vsota za animirani film. Po Pixarjevi tradiciji je WALL-E v kinematografe izšel skupaj s kratkim filmom z naslovom Presto.
WALL-E je v ZDA izšel 27. junija, v Sloveniji pa 28. avgusta 2008. Prejel je pohvale kritikov za animacijo, zgodbo, glasovno igralstvo, like, vizualno podobo, glasbo, zvočno oblikovanje, scenarij, minimalno uporabo dialogov in romantične prizore. Kot deveti najdonosnejši film leta 2008 je po vsem svetu zaslužil 521,3 milijona dolarjev. Leta 2008 je prejel zlati globus za najboljši celovečerni animirani film, leta 2009 nagrado Hugo za najboljšo daljšo dramsko predstavo, leta 2009 nagrado Nebula za najboljši scenarij, nagrado Saturn za najboljši animirani film ter na podelitvi oskarjev poleg petih dodatnih nominacij še oskarja za najboljši animirani film. Kritiki in filmske organizacije, med njimi National Board of Review in Ameriški filmski institut, so film uvrstili med najboljše filme leta 2008 ter med najboljše animirane filme vseh časov.
Leta 2021 je WALL-E postal drugi Pixarjev film (po Svetu igraču), ki ga je Kongresna knjižnica izbrala za ohranitev v narodnem filmskem registru ZDA kot »kulturno, zgodovinsko ali estetsko pomembno« delo. Septembra 2022 je Disney na Stantonovo zahtevo film licenciral distributerju The Criterion Collection, ki ga je 22. novembra 2022 ponovno izdal v posebni izdaji v kombinaciji 4K Blu-Ray in Blu-Ray, kar označuje prvi Pixarjev film, ki je bil deležen takšne časti.

## Zgodba
V 22. stoletju so nebrzdano potrošništvo, pohlep podjetij in zanemarjanje okolja Zemljo spremenili v puščavo, posuto z odpadki, zato je megakorporacija Bajno in Bujno (BnL) na velikanskih vesoljskih ladjahčloveštvo evakuirala v vesolje, na Zemlji pa pustila robote za stiskanje smeti, katerih naloga je očiščenje planeta. Čiščenje ni uspelo in sedemsto let pozneje, leta 2805, zadnji aktivni robot, imenovan Zemeljski razvrščevalec odpadkov oz. Waste Allocation Load Lifter: Earth Class (WALL-E), razvije osebnost. WALL-E ostaja aktiven z uporabo delov drugih neaktivnih robotov in živi v velikem tovornjaku, namenjenem prevozu le-teh s hišnim ljubljenčkom ščurkom.
Nekega dne WALL-Ejevo rutino stiskanja smeti in zbiranja zanimivih predmetov prekine prihod sonde brez posadke z robotom v obliki jajca, imenovanim Ekološko vegetacijski analizator (EVA), ki je bila poslana, da pregleda planet in poišče znake obnovljivega življenja. WALL-E se navduši nad elegantnim, nezemeljskim robotom in začneta se povezovati, dokler se EVA ne preklopi v način spanja, ko ji WALL-E pokaže svojo najnovejšo najdbo: živo rastlino. Sonda se na koncu vrne in pobere EVO in rastlino, WALL-E pa se z oklepanjem nanjo pridruži na potovanju na sondino matično ladjo, zvezdno ladjo Aksiom.
V stoletjih, odkar je Aksiom zapustil Zemljo, so se njegovi potniki zaradi mikrogravitacije in lenobe spremenili v nemočne debeluhe, roboti pa skrbijo za vse njihove potrebe. Tudi kapitan B. McCrea je navajen sedeti, medtem ko njegovo robotsko AI krmilo, imenovano AUTO (v slovenski sinhronizaciji se sliši kot OTO), krmili ladjo. McCrea ni pripravljen na pozitiven odziv sonde, vendar odkrije, da bo namestitev rastline v ladijski holodetektor sprožila hiperskok nazaj na Zemljo, da bo človeštvo lahko začelo ponovno kolonizacijo. Ko McCrea pregleda EVIN skladiščni prostor, rastlina manjka, EVA pa za njeno izginotje obtoži WALL-E-ja.
EVO imajo za okvarjeno in jo odpeljejo na diagnostični pregled. Ker WALL-E postopek zamenja za mučenje, posreduje in nehote izpusti vse druge okvarjene robote, zaradi česar sta on in EVA razglašena za sovražna robota. Razočarana EVA poskuša poslati WALL-Eja domov v rešilni kapsuli, a preden ji to uspe, sta priča, kako AUTOV pribočnik GO-4 pospravi rastlino v kapsulo, nastavljeno za samouničenje, kar razkrije, da WALL-E v resnici ni ukradel rastline. WALL-E jo poskuša pobrati, vendar je skupaj s kapsulo izstreljen v vesolje. EVA uporabi zasilni izhod in se požene za WALL-E-jem, pri čemer je priča eksploziji kapsule, čeprav on in rastlina preživita nepoškodovana. Ponovno se združita in praznujeta s plesom v vesolju okoli Aksioma.
EVA pripelje rastlino nazaj k McCrea-ju, ki si ogleda njene posnetke Zemlje in ugotovi, da jo lahko in morajo rešiti. Vendar AUTO razkrije, da je bil programiran s tajno direktivo A113 o prepovedi vrnitve, ki je bila izdana, potem ko je izvršni direktor družbe BnL Shelby Forthright napačno dejal, da Zemlje ni mogoče rešiti; AUTO je ukazal GO-4, naj se znebi rastline. Ko McCrea zavrne direktivo, se AUTO in GO-4 upreta, WALL-E-ja elektrificirata z električnim tokom, EVO prisilno preklopita v stanje spanja, oba vržeta v žleb za smeti in McCrea-ja zakleneta v svojo sobo. EVA (ki jo je reaktiviral mišji podoben robot) in WALL-E sta skoraj izstreljena v vesolje skupaj z ladijskimi odpadki, vendar ju Microbe Obliterator (M-O), čistilni robot, ki je sledil WALL-E-jevi umazani sledi po ladji, reši, ko se ob zapiranju vrat zatakne, kar spodbudi smetarske robote WALL-A (Waste Allocation Load Lifter: Axiom Class), da prekinejo z izstrelitvijo smeti. Medtem ko ljudje in roboti pomagajo zavarovati rastlino, se McCrea in AUTO spopadeta za nadzor nad Aksiomom. AUTO z uporabo holodetektorja zdrobi WALL-E-ja v zadnjem poskusu, da bi človeške potnike obdržal v vesolju; McCrea sčasoma premaga in deaktivira AUTA, tako da ga preklopi v ročni način, EVA pa uspešno vstavi rastlino in sproži hiperskok.
Ko prispe nazaj na Zemljo, EVA hitro popravi WALL-E-ja, vendar ugotovi, da sta njegov spomin in osebnost izbrisana. Zlomljena EVA da WALL-E-ju poljub za slovo, ki mu povrne njegovo normalno podobo. WALL-E in EVA se ponovno združita, medtem pa prebivalci Aksioma naredijo prve korake na Zemlji. Ljudje in roboti opustošeni planet spremenijo v raj, rastlina pa zraste v mogočno drevo, pod katerim v zadnjem prizoru sedita EVA in WALL-E.

## Sinhronizacija
Za slovensko sinhronizirano verzijo je bil odgovoren distributer Cenex. Režiral jo je Jernej Kuntner (igralec Wall-E-ja), prevod filma pa je naredila Vesna Žagar.
| Ime lika         | slovenski glasovni igralci             | angleški glasovni igralci |
| WALL-E           | Jernej Kuntner                         | Ben Burtt                 |
| M-O              | Iztok Valič                            | Ben Burtt                 |
| Shelby Fortnight | Iztok Valič                            | Fred Willard              |
| EVA              | Helena Peterlin                        | Elissa Knight             |
| Računalnik       | Helena Peterlin                        | Sigourney Weaver          |
| Kapitan          | Bojan Emeršič                          | Jeff Garlin               |
| Avtopilot        | Jan Bučar                              | Sigourney Weaver          |
| John             | Klemen Mauhler                         | John Ratzenberger         |
| Marija           | Alenka Tetičkovič                      | Kathy Najimy              |
| Ostali glasovi   | Tina Uršič, Štefan Kušar, Mira Berginc |                           |

## Teme
Film je prepoznan kot družbena kritika. Katherine Ellison je zatrdila, da »Američani letno proizvedejo skoraj 400 milijonov ton trdnih odpadkov, vendar jih reciklirajo manj kot tretjino, kot je pokazala nedavna študija Univerze Columbia.«

### Okolje, odpadki in nostalgija
V komentarju na DVD-ju je Stanton dejal, da so ga mnogi spraševali, ali je bil njegov namen posneti film o potrošništvu. Njegov odgovor je bil, da ne; to je bil način, kako odgovoriti na vprašanje, kako bi Zemlja prišla do stanja, ko bi bil robot prepuščen samemu sebi, da nadaljuje s čiščenjem Zemlje. Kljub temu so nekateri kritiki opazili neskladje med domnevno prookoljskim in protipotrošniškim sporočilom filma ter vplivom na okolje pri proizvodnji in prodaji filma.
Robin Murray in Joseph Heumann v članku »WALL-E: od okoljske prilagoditve do sentimentalne nostalgije« pojasnjujeta pomembno temo nostalgije v filmu. Nostalgijo jasno izražajo človeški artefakti, ki jih WALL-E zbira in ceni, na primer vžigalniki Zippo, pokrovčki in plastične vilice. Sodobni predmeti, ki jih uporabljamo v vsakdanu postanejo sentimentalni skozi pogled na mračno prihodnost Zemlje. Nostalgijo izraža tudi glasbena podlaga, saj se film začne s posnetkom vesolja, ki se počasi približa Zemlji, polni odpadkov, ob tem pa igra pesem »Put on Your Sunday Clothes« (slovensko Nadenite si svoja nedeljska oblačila), ki spominja na preprostejše in srečnejše čase v zgodovini človeštva. Film izraža tudi nostalgijo po naravi in naravnem svetu, saj se kapitan s pogledom in dotikom zemlje ter rastline, ki jo EVA prinese na vesoljsko ladjo, odloči, da je čas, da se ljudje vrnejo na Zemljo. WALL-E prav tako izraža nostalgijo, saj se navezuje na romantične teme starejših Disneyjevih in nemih filmov.

Stanton temo filma opisuje kot »nerazumna ljubezen premaga življenjske navade«:
Spoznal sem, da je bistvo, ki sem ga želel doseči s tema dvema programiranima robotoma, želja, da bi poskušala ugotoviti, kakšen je smisel življenja ... Potrebna so bila ta res nerazumna dejanja ljubezni, da sta odkrila njuno pravo naravo kljub omejitvam njunega programa ... Opazil sem, da je to odlična prispodoba za resnično življenje. Vsak od nas se zavedno ali nezavedno zaplete v svoje navade in rutine, da bi se izognili življenju. Da bi se izognili neprijetnemu delu. Da bi se izognili vzpostavljanju odnosov z drugimi ljudmi ali ukvarjanjem z našimi bližnjimi. Zato se vsi lahko pogrezamo v naše mobilne telefone in se izognemo medsebojnemu srečanju. Pomislil sem: 'To je popolen poudarek celotnega pomena filma.' Z znanostjo sem se želel ukvarjati na način, ki bi to idejo nekako logično projiciral.

### Tehnologija
Stanton je opozoril, da številni komentatorji v filmu poudarjajo okoljski vidik brezbrižnosti človeštva, saj »je ta odklop posredno vzrok za vse, kar se zgodi v življenju, kar je slabo za človeštvo ali planet«. Stanton je dejal, da roboti z odvzemom truda pri delu človeku odvzamejo tudi potrebo po vlaganju truda v odnose. Krščanski novinar Rod Dreher je v tehnologiji videl zapletenega zlobneža filma. Dreher je dejal, da je ljudi na ladji Aksiom umetni življenjski slog ločil od narave, zaradi česar so postali »sužnji tako tehnologije kot lastnih osnovnih nagonov ter izgubili tisto, kar jih dela človeške«. Izpostavil je razliko med delavnim, umazanim WALL-E-jem ter elegantnimi in čistimi roboti na ladji in dejal, da so vendar le ljudje in ne roboti tisti, ki so postali odvečni. Ljudje na ladji in na Zemlji so pretirano uporabljali robote in ultramoderno tehnologijo. Med zaključnimi prizori je prikazano, kako ljudje in roboti sodelujejo v obnovi Zemlje. »WALL-E ni ludistični film,« je dejal. »Ne demonizira tehnologije. Trdi le, da se tehnologija pravilno uporablja za pomoč ljudem pri razvijanju njihove prave narave—da mora biti podrejena človekovemu razcvetu in ga pospeševati.«

### Religija
Stanton, ki je kristjan, je EVO poimenoval po svetopisemskem liku, saj ga je WALL-E-jeva osamljenost spominjala na Adama, preden mu je Bog ustvaril ženo. Dreher je opazil biblijsko soimenjakinjo EVO in njeno navodilo razumel kot preobrat te zgodbe; EVA uporablja rastlino, da bi človeštvu povedala, naj se vrne na Zemljo in se oddalji od »lažnega boga« BnL ter lenobnega življenjskega sloga, ki ga ponuja. WALL-E v skladu s klasičnim krščanskim pogledom pokaže, da je delo tisto, kar dela ljudi človeške. Medtem ko bi drugi viri dejali, da sta lenoba in užitek raj, poskuša WALL-E pokazati, da to ni res. Dreher je poudaril vzporednice z lažnim bogom BnL v prizoru, v katerem robot uči dojenčke »B je za Bajno in Bujno (BnL), ki vas ima rad«, kar je primerjal s sodobnimi korporacijami, kot je McDonald's, ki pri otrocih ustvarjajo zvestobo blagovni znamki. Megan Basham iz revije World je menila, da film kritizira iskanje prostega časa, medtem ko se WALL-E v svoji vlogi skrbnika Zemlje nauči resnično ceniti Božje stvarstvo.
Med pisanjem je Pixarjev uslužbenec Jimu Reardonu dejal, da ga EVA spominja na golobico z oljčno vejico iz zgodbe o Noetovi barki, zato so zgodbo preoblikovali tako, da je EVA našla rastlino, ki bo človeštvo vrnila s potovanja. WALL-E je bil primerjan s Prometejem, Sizifom in Butadesom: Hrag Vartanian je v eseju, v katerem je obravnaval film WALL-E kot predstavnika umetniških prizadevanj studia Pixar, primerjal WALL-E-ja z Butadesom v prizoru, v katerem robot izrazi svojo ljubezen do EVE tako, da iz rezervnih delov izdela njen kip. »Antična grška tradicija povezuje rojstvo umetnosti s korintsko deklico, ki je, polna hrepenenja po ohranitvi sence svojega ljubimca, slednjo narisala na steno, preden je odšel v vojno. Miti nas opominjajo, da je umetnost rojena iz hrepenenja in da pogosto pomeni več za ustvarjalca kot za muzo. Na enak način je Stanton in njegova ekipa iz Pixarja skozi prizmo vseh vrst odnosov povedala izjemno osebno zgodbo o svoji ljubezni do kinematografije in viziji animacije.«